# Opere di Donatello
Segue un elenco delle opere di Donatello, ordinate in ordine cronologico e divise secondo i periodi chiave del suo percorso artistico.

## Opere
| Immagine | Titolo                                     | Data di realizzazione  | Tipo di scultura                    | Materiale                        | Dimensioni in cm       | Paese              | Città              | Luogo di conservazione                               | Attribuzione e note                                                                                             |
| -------- | ------------------------------------------ | ---------------------- | ----------------------------------- | -------------------------------- | ---------------------- | ------------------ | ------------------ | ---------------------------------------------------- | --- |
|          | Creazione di Eva                           | 1405-1407 o 1410 circa | Bassorilievo                        | terracotta invetriata ottagonale | 34,5x34,5              | Italia             | Firenze            | Museo dell'Opera del Duomo                           | |
|          | Profetino                                  | 1406-1408              | Statua                              | marmo                            | 128                    | Italia             | Firenze            | Museo dell'Opera del Duomo                           | |
|          | Crocifisso                                 | 1406-1408 circa        | Statua                              | legno dipinto                    | 168x173                | Italia             | Firenze            | Basilica di Santa Croce                              | |
|          | Madonna col Bambino                        | 1406-1408 circa        | Altorilievo                         | terracotta                       | 86 (h)                 | Italia             | Lucca              | Museo nazionale di Villa Guinigi                     | |
|          | Madonna col Bambino                        | 1406-1408 circa        | Altorilievo                         | terracotta                       |                        | Italia             | Lucca              | Museo nazionale di Villa Guinigi                     | |
|          | David                                      | 1408-1409              | Statua                              | marmo                            | 191 (h)                | Italia             | Firenze            | Museo Nazionale del Bargello                         | |
|          | San Giovanni Evangelista                   | 1408-1415              | Statua                              | marmo                            | 210 (h)                | Italia             | Firenze            | Museo dell'Opera del Duomo                           | |
|          | Giosuè                                     | 1410-1411              | Statua                              | marmo                            |                        | Italia             | Firenze            | Duomo                                                | opera iniziata da Bernardo Ciuffagni e terminata da Nanni di Bartolo; Si attribuisce a Donatello la sola testa. |
|          | Madonna col Bambino                        | 1410-1420              | Bassorilievo                        | terracotta                       | 67,6x37,8x33,3         | Stati Uniti        | Detroit            | Detroit Institute of Arts                            | |
|          | Madonna Huldschinsky                       | 1410-1430 circa        | Altorilievo                         | terracotta                       | 90x75                  | Germania           | Berlino            | Bode-Museum                                          | |
|          | San Marco                                  | 1411-1413              | Statua                              | marmo                            | 236 (h)                | Italia             | Firenze            | Museo di Orsanmichele                                | (una copia in marmo è esposta all'esterno)                                                                      |
|          | San Giorgio                                | 1415-1417              | Statua                              | marmo                            | 209 (h)                | Italia             | Firenze            | Museo nazionale del Bargello                         | (una copia in marmo è esposta all'esterno, Orsanmichele)                                                        |
|          | San Giorgio libera la principessa          | 1416-1417              | Bassorilievo                        | marmo                            | 129x39                 | Italia             | Firenze            | Museo nazionale del Bargello                         | (una copia in marmo è esposta all'esterno, Orsanmichele)                                                        |
|          | Profeta barbuto                            | 1415-1420              | Statua                              | marmo                            | 193                    | Italia             | Firenze            | Museo dell'Opera del Duomo di Firenze                | Serie dei Profeti per il Campanile di Giotto                                                                    |
|          | Madonna col Bambino                        | 1415-1420              | Statua                              | terracotta policroma             | 114x34                 | Italia             | Citerna            | Chiesa di San Francesco                              | |
|          | Profeta imberbe                            | 1415-1436              | Statua                              | marmo                            | 190                    | Italia             | Firenze            | Museo dell'Opera del Duomo di Firenze                | Serie dei Profeti per il Campanile di Giotto                                                                    |
|          | Sacrificio di Isacco                       | 1421                   | Statua                              | marmo                            | 188                    | Italia             | Firenze            | Museo dell'Opera del Duomo di Firenze                | Serie dei Profeti per il Campanile di Giotto                                                                    |
|          | Abacuc o Zuccone                           | 1423-1426              | Statua                              | marmo                            | 195                    | Italia             | Firenze            | Museo dell'Opera del Duomo di Firenze                | Serie dei Profeti per il Campanile di Giotto                                                                    |
|          | Geremia                                    | 1425/27-1436           | Statua                              | marmo                            | 191                    | Italia             | Firenze            | Museo dell'Opera del Duomo di Firenze                | Serie dei Profeti per il Campanile di Giotto                                                                    |
|          | Marzocco                                   | 1419-1420              | Statua                              | pietra arenaria                  | 135,5 (h)              | Italia             | Firenze            | Museo Nazionale del Bargello                         | La copia del Marzocco di Donatello in piazza della Signoria                                                     |
|          | Madonna della Mela                         | 1420-1425 circa        | Statua                              | terracotta                       | 90x64                  | Italia             | Firenze            | Museo Bardini                                        | O Luca della Robbia                                                                                             |
|          | San Ludovico di Tolosa                     | 1421-1425 circa        | Statua                              | bronzo dorato                    | 266 (h)                | Italia             | Firenze            | Museo dell'Opera di Santa Croce                      | |
|          | Tomba dell'antipapa Giovanni XXIII         | 1422-1428              | Complesso architettonico con statue | marmi policromi e bronzo dorato  | 195 (h)                | Italia             | Firenze            | Battistero                                           | |
|          | Banchetto di Erode                         | 1423-1427              | Bassorilievo                        | bronzo dorato                    | 60x60                  | Italia             | Siena              | Battistero di San Giovanni                           | Nel fonte battesimale del battistero di Siena                                                                   |
|          | Putto danzante                             | 1423 circa             | Statua                              | bronzo                           | 37,8                   | Italia             | Firenze            | Museo del Bargello                                   | Attr. |
|          | Putto con tamburello                       | 1429                   | Statua                              | bronzo                           | 36 (h)                 | Germania           | Berlino            | Bode-Museum                                          | dal fonte battesimale del battistero di Siena                                                                   |
|          | Reliquiario di San Rossore                 | 1424-1427 circa        | Statua                              | bronzo dorato                    | 56x60,5                | Italia             | Pisa               | Museo nazionale di San Matteo                        | |
|          | Battesimo di Cristo                        | post 1425              | Bassorilievo                        | marmo                            | 63,5x40,5              | Italia             | Arezzo             | fonte battesimale nel Duomo                          | |
|          | Madonna Pazzi                              | 1425-1430 circa        | Bassorilievo                        | marmo                            | 74,5x69,5              | Germania           | Berlino            | Staatliche Museen                                    | |
|          | Lastra tombale di Giovanni Pecci           | dopo il 1426           | Bassorilievo                        | bronzo                           | 247x88                 | Italia             | Siena              | cattedrale di Santa Maria Assunta                    | |
|          | Fede                                       | 1427-1429 circa        | Statua                              | bronzo dorato                    | 52                     | Italia             | Siena              | Battistero di San Giovanni                           | Nel fonte battesimale del battistero di Siena                                                                   |
|          | Speranza                                   | 1427-1429 circa        | Statua                              | bronzo dorato                    | 52                     | Italia             | Siena              | Battistero di San Giovanni                           | Nel fonte battesimale del battistero di Siena                                                                   |
|          | Putto danzante                             | 1427-1429 circa        | Statua                              | bronzo                           | 36                     | Italia             | Siena              | Battistero di San Giovanni                           | Nel fonte battesimale del battistero di Siena                                                                   |
|          | Putto con tromba                           | 1427-1429 circa        | Statua                              | bronzo                           | 36                     | Italia             | Siena              | Battistero di San Giovanni                           | Nel fonte battesimale del battistero di Siena                                                                   |
|          | Sepolcro del cardinale Rainaldo Brancaccio | 1426-1428 circa        | Complesso architettonico con statue | marmo                            |                        | Italia             | Napoli             | chiesa di Sant'Angelo a Nilo                         | eseguita da Donatello e Michelozzo                                                                              |
|          | Assunzione della Vergine                   | 1427-1428              | Bassorilievo                        | marmo                            | 53,5x78                | Italia             | Napoli             | chiesa di Sant'Angelo a Nilo                         | facente parte della tomba Brancacci                                                                             |
|          | Consegna delle chiavi                      | anni 1430              | Bassorilievo                        | marmo                            | 41x114,5               | Regno Unito        | Londra             | Victoria and Albert Museum                           | |
|          | Madonna delle Nuvole                       | anni 1430              | Bassorilievo                        | marmo                            | 33,5x32,2              | Stati Uniti        | Boston             | Museum of Fine Arts                                  | |
|          | Tabernacolo del Sacramento eucaristico     | 1432-1433              | Bassorilievo                        | marmo                            | 228x125,4              | Città del Vaticano | Città del Vaticano | Basilica di San Pietro in Vaticano, Museo del Tesoro | |
|          | Tomba di Giovanni Crivelli                 | 1432-1433              | Bassorilievo                        | marmo                            | 213                    | Italia             | Roma               | Basilica di Santa Maria in Ara Coeli                 | |
|          | Madonna con due corone e cherubini         | 1432-1433              | Bassorilievo                        | marmo                            |                        | Italia             | Roma               | collezione privata                                   | |
|          | Cantoria                                   | 1433-1439              | Altorilievo                         | marmo                            | 348x570x98             | Italia             | Firenze            | Museo dell'Opera del Duomo                           | già a Santa Maria del Fiore                                                                                     |
|          | Incoronazione della Vergine                | 1434-1437 circa        | Disegno per vetrata                 |                                  | 380 (diam.)            | Italia             | Firenze            | Cattedrale di Santa Maria del Fiore                  | |
|          | Rilievi per il Pulpito del Duomo di Prato  | 1434-1438              | Bassorilievo                        | marmo e mosaico                  | 73,5 (h del parapetto) | Italia             | Firenze            | oggi nel Museo dell'Opera del Duomo                  | già sulla facciata del Duomo, Prato                                                                             |
|          | Madonna dei Cordai                         | 1433-1435 circa        | Bassorilievo                        | stucco policromo                 | 93x78                  | Italia             | Firenze            | Museo Bardini                                        | |
|          | Annunciazione Cavalcanti                   | 1435 circa             | Altorilievo                         | pietra serena con doratura       | 420x274                | Italia             | Firenze            | Basilica di Santa Croce                              | |
|          | Due putti                                  | 1436-1438 circa        | Statua                              | bronzo                           | 57,5 e 67,5 (h)        | Francia            | Parigi             | Musée Jacquemart-André                               | Attr. |
|          | Banchetto di Erode                         | 1435-1436 circa        | Bassorilievo                        | marmo                            | 50x71,5                | Francia            | Lilla              | Musée des Beaux-Arts                                 | |
|          | Ascensione di San Giovanni Evangelista     | 1437-1443              | Bassorilievo                        | stucco policromo                 | 215 (diam.)            | Italia             | Firenze            | basilica di San Lorenzo                              | Stucchi della Sagrestia Vecchia                                                                                 |
|          | Resurrezione di Drusiana                   | 1437-1443              | Bassorilievo                        | stucco policromo                 | 215 (diam.)            | Italia             | Firenze            | basilica di San Lorenzo                              | Stucchi della Sagrestia Vecchia                                                                                 |
|          | Martirio di San Giovanni Evangelista       | 1437-1443              | Bassorilievo                        | stucco policromo                 | 215 (diam.)            | Italia             | Firenze            | basilica di San Lorenzo                              | Stucchi della Sagrestia Vecchia                                                                                 |
|          | San Giovanni Evangelista a Patmos          | 1437-1443              | Bassorilievo                        | stucco policromo                 | 215 (diam.)            | Italia             | Firenze            | basilica di San Lorenzo                              | Stucchi della Sagrestia Vecchia                                                                                 |
|          | Tondo di San Giovanni Evangelista          | 1437-1443              | Bassorilievo                        | stucco policromo                 | 215 (diam.)            | Italia             | Firenze            | basilica di San Lorenzo                              | Stucchi della Sagrestia Vecchia                                                                                 |
|          | Tondo di San Luca                          | 1437-1443              | Bassorilievo                        | stucco policromo                 | 215 (diam.)            | Italia             | Firenze            | basilica di San Lorenzo                              | Stucchi della Sagrestia Vecchia                                                                                 |
|          | Tondo di San Marco                         | 1437-1443              | Bassorilievo                        | stucco policromo                 | 215 (diam.)            | Italia             | Firenze            | basilica di San Lorenzo                              | Stucchi della Sagrestia Vecchia                                                                                 |
|          | Tondo di San Matteo                        | 1437-1443              | Bassorilievo                        | stucco policromo                 | 215 (diam.)            | Italia             | Firenze            | basilica di San Lorenzo                              | Stucchi della Sagrestia Vecchia                                                                                 |
|          | Santi Stefano e Lorenzo                    | 1437-1443              | Bassorilievo                        | stucco policromo                 | 215x180                | Italia             | Firenze            | basilica di San Lorenzo                              | Stucchi della Sagrestia Vecchia                                                                                 |
|          | Santi Cosma e Damiano                      | 1437-1443              | Bassorilievo                        | stucco policromo                 | 215x180                | Italia             | Firenze            | basilica di San Lorenzo                              | Stucchi della Sagrestia Vecchia                                                                                 |
|          | Madonna col Bambino e quattro cherubini    | 1440 circa             | Bassorilievo                        | Terracotta                       | 102x72                 | Germania           | Berlino            | Bode-Museum                                          | |
|          | Porta dei Martiri                          | 1440-1443 circa        | Bassorilievo                        | bronzo                           | 235×109                | Italia             | Firenze            | basilica di San Lorenzo, Sagrestia Vecchia           | |
|          | Porta degli Apostoli                       | 1440-1443 circa        | Bassorilievo                        | bronzo                           | 235×109                | Italia             | Firenze            | basilica di San Lorenzo, Sagrestia Vecchia           | |
|          | San Giovanni Battista                      | 1438                   | Statua                              | legno policromo                  | 141                    | Italia             | Venezia            | Basilica di Santa Maria Gloriosa dei Frari           | attribuzione |
|          | Amorino Attis                              | 1440 circa             | Statua                              | bronzo con tracce di doratura    | 104                    | Italia             | Firenze            | Museo nazionale del Bargello                         | |
|          | Madonna col Bambino                        | 1440 circa             | Bassorilievo                        | terracotta policroma             | 102x74                 | Francia            | Parigi             | Museo del Louvre                                     | |
|          | Madonna Piot                               | 1440 circa             | Bassorilievo                        | terracotta policroma             | 74                     | Francia            | Parigi             | Museo del Louvre                                     | |
|          | David                                      | anni 1440              | Statua                              | bronzo                           | 158                    | Italia             | Firenze            | Museo nazionale del Bargello                         | |
|          | San Giovannino Martelli                    | 1442 circa             | Statua                              | legno policromo                  | 141                    | Italia             | Firenze            | Museo nazionale del Bargello                         | |
|          | Piagnona                                   |                        | Campana                             | bronzo                           |                        | Italia             | Firenze            | Museo Nazionale di San Marco                         | |
|          | Crocifisso della basilica del Santo        | 1444-1449              | Statua                              | bronzo                           | 180x166                | Italia             | Padova             | Altare maggiore della Basilica del Santo             | |
|          | Altare della basilica del Santo            | 1447-1450              | Complesso architettonico con statue | bronzo                           |                        | Italia             | Padova             | basilica di Sant'Antonio da Padova                   | |
|          | Madonna col Bambino                        | 1447-1450              | Statua                              | bronzo                           | 159                    | Italia             | Padova             | basilica di Sant'Antonio da Padova                   | parte della Altare della basilica del Santo                                                                     |
|          | San Francesco                              | 1447-1450              | Statua                              | bronzo                           | 147                    | Italia             | Padova             | basilica di Sant'Antonio da Padova                   | parte della Altare della basilica del Santo                                                                     |
|          | Santa Giustina                             | 1447-1450              | Statua                              | bronzo                           | 154                    | Italia             | Padova             | basilica di Sant'Antonio da Padova                   | parte della Altare della basilica del Santo                                                                     |
|          | Sant'Antonio da Padova                     | 1447-1450              | Statua                              | bronzo                           | 145                    | Italia             | Padova             | basilica di Sant'Antonio da Padova                   | parte della Altare della basilica del Santo                                                                     |
|          | San Daniele                                | 1447-1450              | Statua                              | bronzo                           | 153                    | Italia             | Padova             | basilica di Sant'Antonio da Padova                   | parte della Altare della basilica del Santo                                                                     |
|          | San Ludovico                               | 1447-1450              | Statua                              | bronzo                           | 164                    | Italia             | Padova             | basilica di Sant'Antonio da Padova                   | parte della Altare della basilica del Santo                                                                     |
|          | San Prosdocimo                             | 1447-1450              | Statua                              | bronzo                           | 163                    | Italia             | Padova             | basilica di Sant'Antonio da Padova                   | parte della Altare della basilica del Santo                                                                     |
|          | Dodici rilievi di putti                    | 1447-1450              | Bassorilievo                        | bronzo                           | 58x21                  | Italia             | Padova             | basilica di Sant'Antonio da Padova                   | parte della Altare della basilica del Santo                                                                     |
|          | Cristo morto tra angeli                    | 1447-1450              | Bassorilievo                        | bronzo                           | 58x56                  | Italia             | Padova             | basilica di Sant'Antonio da Padova                   | parte della Altare della basilica del Santo                                                                     |
|          | Deposizione di Cristo                      | 1447-1450              | Bassorilievo                        | bronzo                           | 138x188                | Italia             | Padova             | basilica di Sant'Antonio da Padova                   | parte della Altare della basilica del Santo                                                                     |
|          | Miracolo dell'asina                        | 1447-1450              | Bassorilievo                        | bronzo con dorature              | 57x123                 | Italia             | Padova             | basilica di Sant'Antonio da Padova                   | parte della Altare della basilica del Santo                                                                     |
|          | Miracolo del neonato che parla             | 1447-1450              | Bassorilievo                        | bronzo con dorature              | 57x123                 | Italia             | Padova             | basilica di Sant'Antonio da Padova                   | parte della Altare della basilica del Santo                                                                     |
|          | Miracolo del figlio pentito                | 1447-1450              | Bassorilievo                        | bronzo con dorature              | 57x123                 | Italia             | Padova             | basilica di Sant'Antonio da Padova                   | parte della Altare della basilica del Santo                                                                     |
|          | Miracolo del cuore dell'avaro              | 1447-1450              | Bassorilievo                        | bronzo con dorature              | 57x123                 | Italia             | Padova             | basilica di Sant'Antonio da Padova                   | parte della Altare della basilica del Santo                                                                     |
|          | Simbolo dell'Evangelista Luca              | 1447-1450              | Bassorilievo                        | bronzo                           | 59,8x59,8              | Italia             | Padova             | basilica di Sant'Antonio da Padova                   | parte della Altare della basilica del Santo                                                                     |
|          | Simbolo dell'Evangelista Marco             | 1447-1450              | Bassorilievo                        | bronzo                           | 59,8x59,8              | Italia             | Padova             | basilica di Sant'Antonio da Padova                   | parte della Altare della basilica del Santo                                                                     |
|          | Simbolo dell'Evangelista Giovanni          | 1447-1450              | Bassorilievo                        | bronzo                           | 59,8x59,8              | Italia             | Padova             | basilica di Sant'Antonio da Padova                   | parte della Altare della basilica del Santo                                                                     |
|          | Simbolo dell'Evangelista Matteo            | 1447-1450              | Bassorilievo                        | bronzo                           | 59,8x59,8              | Italia             | Padova             | basilica di Sant'Antonio da Padova                   | parte della Altare della basilica del Santo                                                                     |
|          | San Massimo                                | 1443-1453 circa        | Bassorilievo                        | marmo                            | 187x30                 | Italia             | Firenze            | Museo del Cenacolo di Santo Spirito                  | Attr. |
|          | San Prosdocimo                             | 1443-1453 circa        | Bassorilievo                        | marmo                            | 187x30                 | Italia             | Firenze            | Museo del Cenacolo di Santo Spirito                  | Attr. |
|          | Monumento equestre al Gattamelata          | 1446-1453 circa        | Statua                              | bronzo                           | 340×390                | Italia             | Padova             | piazza del Santo                                     | |
|          | Maria Maddalena                            | 1453-1455              | Statua                              | legno con tracce di policromia   | 188 (h)                | Italia             | Firenze            | Museo dell'Opera del Duomo                           | |
|          | Giuditta e Oloferne                        | 1453-1457 circa        | Statua                              | bronzo                           | 236                    | Italia             | Firenze            | oggi in Palazzo Vecchio                              | già in piazza della Signoria                                                                                    |
|          | Crocifissione                              | 1455 circa             | Bassorilievo                        | bronzo con dorature              | 97x73                  | Italia             | Firenze            | Museo del Bargello                                   | Attr. |
|          | Sarcofago della famiglia Martelli          | 1455 circa             | Sarcofago                           | marmo                            | 90×203                 | Italia             | Firenze            | San Lorenzo                                          | |
|          | San Giovanni Battista                      | 1455-1457 circa        | Statua                              | bronzo                           | 181 (h)                | Italia             | Siena              | Duomo                                                | |
|          | Madonna Chellini                           | 1456 circa             | Bassorilievo                        | bronzo con resti di doratura     | 28,50                  | Regno Unito        | Londra             | Victoria and Albert Museum                           | |
|          | Testa Carafa                               | 1456-1458              | Scultura                            | bronzo                           | 175 (h)                | Italia             | Napoli             | Museo archeologico nazionale                         | |
|          | Madonna del Perdono                        | 1457-1459 circa        | Bassorilievo                        | marmo e intarsi di vetro blu     | 91×88,2                | Italia             | Siena              | Museo dell'Opera del Duomo                           | |
|          | Sangue di Cristo                           | 1457-1459 circa        | Bassorilievo                        | lunetta in marmo                 | 39,8x67                | Italia             | Torrita di Siena   | chiesa delle Sante Flora e Lucilla                   | Attr. |
|          | Compianto di Cristo                        | 1460 circa             | Bassorilievo                        | bronzo                           | 33,50x41,50            | Regno Unito        | Londra             | Victoria and Albert Museum                           | Attr. |
|          | Pulpito della Resurrezione                 | dopo il 1460           | Altorilievo                         | bronzo                           | 137x280                | Italia             | Firenze            | basilica di San Lorenzo                              | |
|          | Pulpito della Passione                     | dopo il 1460           | Altorilievo                         | bronzo                           | 137x280                | Italia             | Firenze            | basilica di San Lorenzo                              | |

## Opere incerte, di bottega e della scuola

Tomba di frate (attr. incerta), Museo Bardini

Scuola di Donatello, Madonna col Bambino (Madonna di Verona)

- Adorazione dei Pastori, 43x34 cm, Firenze, Museo Bardini
- Modello per l'altare Forzori (attr. incerta), 1445-1450 circa, terracotta (tre pannelli), Londra, Victoria and Albert Museum
- Madonna col Bambino e Putti (bottega), lastre incorporate nel monumento a Francesco Lombardi, Santa Croce, Firenze
- Cristo morto sorretto da angeli, marmo, 80,50x114,30 cm, Londra, Victoria and Albert Museum
- Cherubino e peduccio (attr. incerta), 1454-1459, sinopia, Museo dell'Opera di Santa Croce (attr. Luciano Berti)
- Crocefissione, bronzo, Louvre, Parigi
- Dovizia (perduta), dalla sommità della Colonna dell'Abbondanza, Firenze, Mercato Vecchio
- Fanciullo alato, 1430 circa, bronzo dorato, 61,6x27,9 cm, New York, Metropolitan Museum
- Madonna Pazzi, terracotta policroma, Louvre, Parigi
- Madonna di Verona, terracotta policroma, Louvre, Parigi
- Madonna di Verona, terracotta, 76x53 cm, Firenze, Museo del Bargello
- Madonna di Verona, stucco, 95,3 cm, Londra, Victoria and Albert Museum
- Madonna Loeser, 78x66 cm, Firenze, Palazzo Vecchio, Collezione Loeser
- Madonna col Bambino (bottega), 65x53 cm, Firenze, dalla facciata della chiesa di Santa Maria degli Ughi, oggi al Museo Bardini
- Madonna col Bambino (bottega), 59x44 cm, Firenze, Museo Bardini
- Madonna col Bambino (cerchia), 55x40 cm, Firenze, Museo Bardini
- Madonna col Bambino (cerchia), 120 cm, Firenze, Museo nazionale di San Marco
- Madonna col Bambino (bottega), 95x71 cm, Firenze, Museo del Bargello
- Madonna col Bambino (bottega), 63,5x44,5 cm, da Mercatale Val di Pesa, Firenze, Museo del Bargello
- Madonna col Bambino (attr. incerta), terracotta, 84x68 cm, tabernacolo in via Pietrapiana, Firenze
- Madonna col Bambino, bronzo, 11,6x9,4 cm, Londra, Victoria and Albert Museum
- Madonna col Bambino in una nicchia, placchetta in bronzo, 9,8x7,75 cm, Londra, Victoria and Albert Museum
- Madonna col Bambino in una nicchia, placchetta in bronzo, 9,8x7,75 cm, Firenze, Museo del Bargello
- Madonna col Bambino in una nicchia, placchetta in bronzo, 9,8x7,75 cm, Chicago, collezione Morgenroth
- Madonna col Bambino in una nicchia, placchetta in bronzo, 9,8x7,75 cm, Brescia, Museo di Santa Giulia
- Madonna col Bambino (Madonna Kress), 1410-1415 circa, terracotta, 102,5x62,2 cm, Washington, National Gallery of Art, Collezione Kress
- Madonna Hildburgh, 1426 circa, marmo, 41,1x32,2 cm, Londra, Victoria and Albert Museum
- Madonna in adorazione del bambino, terracotta, 74,3x55,9 cm, Londra, Victoria and Albert Museum
- Monumento funebre di papa Martino V, 1435-1445 circa, bronzo, altezza 256 cm, Roma, Basilica di San Giovanni in Laterano
- Natività di Gesù (cerchia), 105x85 cm, Firenze, Museo Bardini
- Natività di Gesù (cerchia), 75x76 cm, Firenze, Museo Bardini
- Natività di Gesù (cerchia), 80x77 cm, Firenze, Museo Bardini
- Putto con pesce (attribuzione incerta), bronzo, 40,6x10,6 cm, Londra, Victoria and Albert Museum
- Quattro basi marmoree da San Lorenzo (bottega), 156x55 cm, Firenze, Museo del Bargello
- Ritratto di giovane (bottega), bronzo, 42x42 cm, Firenze, Museo del Bargello
- San Giovanni Battista (cerchia), 56,2x17 cm, bronzo, Firenze, Museo del Bargello
- Stemma della famiglia Boni (disegno attr. a Donatello, scultura a Desiderio da Settignano), 215,9x74,3 cm, Detroit, Detroit Institute of Arts
- Stemma del podestà Zaccaria Trevisan di Venezia (bottega), 104x75 cm, Firenze, cortile del Bargello
- Testa barbuta (cerchia), bronzo, 33,6 cm, Firenze, Museo del Bargello
- Testa di San Giovanni Battista (attr. incerta), 1454-1459, sinopia, Museo dell'Opera di Santa Croce (attr. Luciano Berti)
- Tomba di frate, Firenze, Museo Bardini
- Uomo della Paura (attr. incerta), bronzetto, Firenze, Museo del Bargello